# Gondang (Nawangan)
Gondang is een bestuurslaag in het regentschap Pacitan van de provincie Oost-Java, Indonesië. Gondang telt 3942 inwoners (volkstelling 2010).